# Wapen van Warder

Het wapen van Warder werd op 30 november 1891 in gebruik genomen en werd in 1970 buiten gebruik gesteld, omdat de gemeente Warder opging in de gemeente Zeevang.

## Oorsprong
Er zijn drie mogelijke verklaringen voor het wapen van Warder:
- Het wapen is afgeleid van een uithangbord van een herberg met daarop de tekst: een koe in het groene veld, heeft Warder tot een wapen gesteld
- De agrarische sector was in Warder de grootste bron van inkomsten en daarom heeft de gemeente een koe als wapendier gekozen[1]
- Het verhaal van de wapenstier van Monnickendam, al komt Warder daarin niet voor.[2]

## Blazoenering
De gemeente Warder heeft gedurende haar bestaan altijd hetzelfde wapen gevoerd met de volgende beschrijving:
Van sinopel beladen met eene naar rechts gewende en aanziende koe van goud, gaande op een terras, eveneens van sinopel.
Het wapen van Warder is groen van kleur met een naar rechts lopende koe van goud. De koe kijkt de toeschouwer aan. Ook de ondergrond waarop de koe staat is groen van kleur.
Abbekerk
· Akersloot
· Andijk
· Ankeveen
· Anna Paulowna
· Assendelft
· Avenhorn
· Barsingerhorn
· Beemster
· Beets
· Bennebroek
· Berkenrode
· Berkhout
· Bijlmermeer
· Blokker
· Bovenkarspel
· Broek in Waterland
· Broek op Langedijk
· Buiksloot
· Bussum
· Callantsoog
· De Rijp
· Egmond
· Egmond aan Zee
· Egmond-Binnen
· Graft
·  Graft-De Rijp
· 's-Graveland
· Groet
· Grootebroek
· Grosthuizen
· Haarlemmerliede
· Haarlemmerliede en Spaarnwoude
· Harenkarspel
· Heerhugowaard
· Hensbroek
· Hoogkarspel
· Hoogwoud
· Ilpendam
· Jisp
· Kalslagen
· Katwoude
· Koedijk
· Koog aan de Zaan
· Kortenhoef
· Krommenie
· Kwadijk
· Langedijk
· Leimuiden
· Limmen
· Marken
· Middelie
· Midwoud
· Monnickendam
· Muiden
· Naarden
· Nederhorst den Berg
· Nibbixwoud
· Niedorp
· Nieuwe Niedorp
· Nieuwendam
· Nieuwer-Amstel
· Noord-Scharwoude
· Noorder-Koggenland
· Obdam
· Oosthuizen
· Opperdoes
· Oterleek
· Oude Niedorp
· Oudendijk
· Oudkarspel
· Oudorp
· Petten
· Ransdorp
· Schardam
· Scharwoude
· Schellingwoude
· Schellinkhout
· Schermer
· Schermerhorn
· Schoorl
· Schoten
· Sijbekarspel
· Sint Maarten
· Sint Pancras
· Sloten
· Spaarndam
· Spaarnwoude
· Spanbroek
· Twisk
· Urk
· Ursem
· Veenhuizen
· Venhuizen
· Warder
· Warmenhuizen
· Waverveen
· Weesp
· Weesperkarspel
· Wervershoof
· Wester-Koggenland
· Westwoud
· Westzaan
· Wieringen
· Wieringermeer
· Wieringerwaard
· Wijdenes
. Wijdewormer
. Wijk aan Zee en Duin
· Wimmenum
· Winkel
· Wognum
· Wormer
· Wormerveer
· Zaandam
· Zaandijk
· Zeevang
· Zijpe
· Zuid-Scharwoude
· Zuid- en Noord-Schermer
· Zwaag

Dorpswapens:
Hauwert
· Volendam
· Zwaagdijk-West